# 橫帶副鮗
橫帶副鮗為輻鰭魚綱鱸形目鱸亞目七夕魚科的其中一種，分布於澳洲海域，棲息深度10-20公尺，體長可達8.3公分，棲息在礁石區的洞穴，屬肉食性，雄魚有護卵的行為，可作為觀賞魚。

## 擴展閱讀
維基物種上的相關：藍副鮗